# Så vanns vilda västern

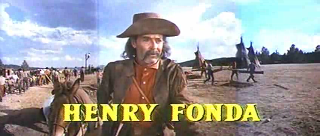
Henry Fonda i en trailer för filmen.

Så vanns vilda västern (engelska: How the West Was Won) är en amerikansk westernfilm från 1962. Den hade större delen av eliten av skådespelare inom genren och regisserades av fyra olika regissörer.

## Handling
Hur den vilda västern erövrades ses igenom två familjers ögon. De färdas västerut över vattendragen, överlever inbördeskriget, upplever guldrushen och mycket annat.

## Rollista i urval
- Carroll Baker – Eve Prescott Rawlings
- Lee J. Cobb – Marshal Lou Ramsey
- Henry Fonda – Jethro Stuart
- Carolyn Jones – Julie Rawlings
- Karl Malden – Zebulon Prescott
- Harry Morgan – Gen. Ulysses S. Grant
- Gregory Peck – Cleve Van Valen
- George Peppard – Zeb Rawlings
- Robert Preston – Roger Morgan
- Debbie Reynolds – Lilith Prescott
- James Stewart – Linus Rawlings
- Eli Wallach – Charlie Gant
- John Wayne – Gen. William Tecumseh Sherman
- Richard Widmark – Mike King
- Brigid Bazlen – Dora Hawkins
- Walter Brennan – Col. Jeb Hawkins
- David Brian – Liliths advokat
- Andy Devine – Korpral Peterson
- Raymond Massey – President Abraham Lincoln
- Agnes Moorehead – Rebecca Prescott
- Thelma Ritter – Agatha Clegg
- Mickey Shaughnessy – Deputy Stover
- Russ Tamblyn – Konfederativ desertör
- Lee van Cleef - Pirat
- Spencer Tracy – Berättarröst

### Fotnoter
1. ↑  ”How the West Was Won” (på engelska). Box Office Mojo. 19 mars 1962. http://www.boxofficemojo.com/movies/?id=howthewestwaswon.htm. Läst 23 januari 2017.